# Euzopherodes vapidella
Euzopherodes vapidella is een vlinder uit de familie snuitmotten (Pyralidae). De wetenschappelijke naam is voor het eerst geldig gepubliceerd in 1857 door Mann.
De soort komt voor in Europa.